# Sepp Christmann

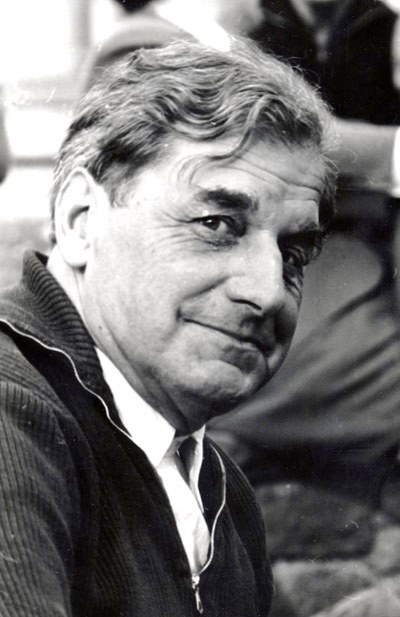
Sepp Christmann 1965

Sepp Christmann (* 22. September 1895 in Bingen; † 11. April 1977 in Wetzlar) war ein deutscher Leichtathletiktrainer in mehreren Disziplinen. Insbesondere engagierte er sich im Hammerwurf, Kugelstoßen und Diskuswurf. Zahlreiche seiner Schüler führte er zu Medaillenerfolgen bei Olympischen Spielen und zu Rekordleistungen in ihren Disziplinen.

## Leben und Trainerlaufbahn
Sepp Christmann wurde am 22. September 1895 in Bingen geboren und ist dort aufgewachsen. Seine sportliche Tätigkeit begann er beim Verein „Hassia“ in Bingen. Zu Anfang spielte er Fußball. Als 15-Jähriger kam Christmann zur Leichtathletik und betätigte sich zunächst als Sprinter. In den Jahren 1913/14 initiierte er den Bau eines Sportplatzes auf dem Rochusberg in Bingen in Eigenleistung. Alsbald gelang es ihm, die 100 Meter unter 11 Sekunden (10,9 s) zu laufen. Vom Lauf wechselte er zum Mehrkampf und von da schließlich zu den Wurfdisziplinen, die für sein Trainerleben bestimmend werden sollten.
In seinen jungen Jahren machte Christmann eine kaufmännische Ausbildung. Einige Wochen vor dem Ausbruch des Ersten Weltkrieges bildete er sich in England darin fort. In der Schlacht um Verdun wurde er durch einen Kopfschuss schwer verletzt, was ihn später sprachlich etwas beeinträchtigte.
Nach dem Krieg kehrte Christmann zum Sport zurück und war eine Zeit lang als Tennislehrer und Fußballtrainer tätig. Bei „Hassia“ Bingen arbeitete er anschließend als ehrenamtlicher Übungsleiter in der Leichtathletik. Seiner Tätigkeit war es u. a. zu verdanken, dass der kleine Verein seiner damals nur 10.000 Einwohner zählenden Vaterstadt Bingen 1923 Deutscher Vereinsmeister wurde.
So wuchs Christmann in seine Sportlehrer- und Trainertätigkeit hinein, die er von 1927 bis 1929 bei den Stettiner „Preußen“, von 1929 bis 1934 bei der Sportgemeinschaft „Junkers“ in Dessau und von 1934 bis 1935 beim Gau Mitte des Reichsbundes für Leibesübungen ausübte. 1935 übernahm er das Olympiatraining der deutschen Hammerwerfer.
Bei der Auswahl seiner Hammerwurfschüler achtete er weniger auf schwergewichtige Athleten, sondern vielmehr auf koordinativ begabte, schnellkräftige Werfer, was zur damaligen Zeit im Hammerwurf nicht unbedingt üblich war.
Christmann entwickelte im Vorfeld der Olympischen Spiele 1936 eine eigene Hammerwurftechnik („Hacken-Ballen-Technik“), die sich gravierend von der bis dahin praktizierten „Umsprungtechnik“ unterschied. Dadurch, dass der innere Fuß bei den Drehungen im Ring – bei Rechtswerfern der linke Fuß – immer am Boden blieb und ständig über Hacken und Ballen drehte – 1. Halbdrehung über die Hacke, 2. Halbdrehung über den Ballen – konnten in dem vergleichsweise kleinen Wurfring mehr Drehungen bis zum Abwurf absolviert werden. Der 7,26 kg schwere Hammer wurde an seinem Draht dadurch auf den Umlaufbahnen um den Körper stärker beschleunigt und erzielte somit eine höhere Abwurfgeschwindigkeit, was sich im Endeffekt in einer größeren Wurfweite widerspiegelte. Christmanns „Hacken-Ballen-Technik“ von 1935 wird – mit kleinen Abwandlungen – auch heute noch von allen Hammerwerfern praktiziert.

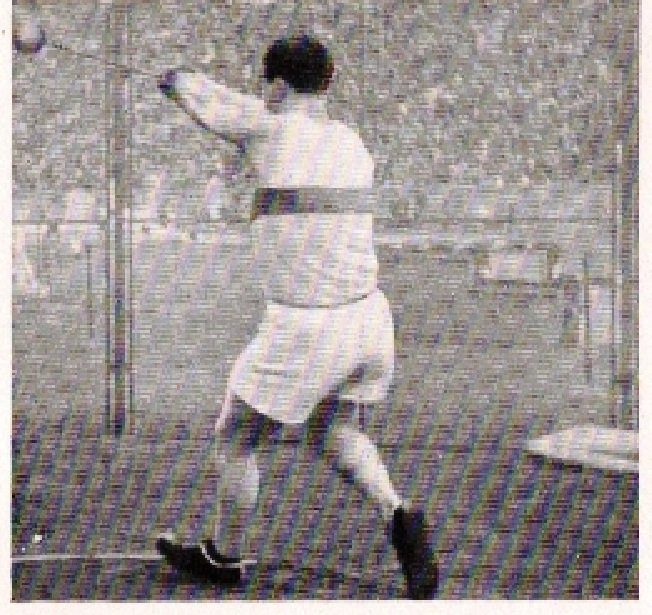
Karl Hein 1936 in Berlin mit Hacken-Ballen-Technik

Obwohl Deutschland bis 1935 keine Hammerwerfer von internationalem Rang besaß, gewannen Christmanns Schüler Karl Hein (siehe Foto) und Erwin Blask bei den Olympischen Spielen 1936 in Berlin die Gold- und Silbermedaille. Auch der Speerwerferin Othilie (Tilly) Fleischer (Eintracht Frankfurt) verhalf Christmann durch seine Trainertipps 1936 zum Olympiasieg für Deutschland. Weitere Trainertätigkeiten führten Christmann zum Kugelstoßen, Diskuswurf und Zehnkampf.
1942 musste er abermals in den Kriegseinsatz und kehrte erst 1947 aus sowjetischer Kriegsgefangenschaft zurück.
Zusammen mit seiner Familie wohnte Christmann danach in Marktheidenfeld am Main. Er war verheiratet mit Anneliese Christmann, geb. Henrichs, und Vater von zwei Kindern (Monika und Bernd Christmann).
Bei der britischen Armee war er als Sporttrainer angestellt. 1949 beschäftigte ihn der Deutsche Leichtathletik-Verband (DLV) bis 1954. Ab 1954 war er bis zu seiner Pensionierung im Jahr 1960 als Sportamtsleiter der Stadt Wetzlar tätig. In den Jahren 1960–1970 übte Christmann bei der Leichtathletik-Abteilung von Eintracht Frankfurt als Rentner noch eine Trainertätigkeit aus.
Am 11. April 1977 starb Christmann an einem Krebsleiden in Wetzlar an der Lahn.

## Schüler von Sepp Christmann
- - Harold „Hal“ Connolly (1931–2010 / USA), Hammerwurfolympiasieger 1956 in Melbourne (63,19 m), viermaliger Olympiateilnehmer (1956, 1960, 1964, 1968), siebenmaliger Weltrekordhalter, erster 70-m-Hammerwerfer der Welt (1960: 70,33 m)
  - Karl Hein (1908–1982 / D), Hammerwurfolympiasieger 1936 in Berlin (56,49 m), Europameister 1938 (58,77 m), Deutscher Meister im Hammerwurf 1936, 1937, 1938, 1946 und 1947
  - Erwin Blask (1910–1999 / D), Hammerwurfsilbermedaillengewinner bei den Olympischen Spielen 1936 in Berlin (55,04 m) und Weltrekordhalter 1938 (59,00 m), erster deutscher 50-m-Hammerwerfer (1935: 50,44m)
  - Karl Storch (1913–1992 / D), Hammerwurfsilbermedaillengewinner bei den Olympischen Spielen 1952 in Helsinki (58,86 m), erster deutscher 60-m-Hammerwerfer (1952: 60,77 m), fünfmaliger Deutscher Hammerwurfmeister (1948, 1950, 1952, 1954, 1955)
  - Karl Wolf (1912–1975 / D), dreimaliger Deutscher Meister im Hammerwurf (1949, 1951, 1953), Bestleistung 58,91 m (1952)
  - Imre Németh (1917–1989 / Ungarn), Hammerwurfweltrekordhalter (1950: 59,88 m) und -olympiasieger 1948 in London (56,07 m)
  - József Csermák (1932–2001 / Ungarn), als 20-jähriger Hammerwurfolympiasieger 1952 in Helsinki mit der damaligen Weltrekordweite von 60,34 m, viermaliger ungarischer Hammerwurfmeister (1953, 1954, 1956, 1957)
  - Wilhelm „Willy“ Schröder (1912–1990 / D), Diskuswurfweltrekordhalter (1935: 53,10 m mit dem 2-kg-Diskus), Diskuswurfeuropameister 1938 in Paris (49,70 m), Deutscher Meister 1936 und 1937
  - Fritz Müller, Deutscher Zehnkampfmeister 1937 (6694 Punkte nach der heutigen Wertungstabelle), 1939 (6880), 1941 (6624)
  - Rudolf Glötzner (1917–2010 / D), Deutscher Stabhochsprungmeister 1940, 1941, 1942, 1948 und Deutscher Zehnkampfmeister 1940 (6580 Punkte)
  - Ernst Schmidt (1920–2000 / D), Weltjahresbester und Deutscher Meister im Zehnkampf 1942 (6890 Punkte)
  - Günther Brand, TV Wetzlar, Deutscher Hallenmeister im 80-m-Hürdenlauf 1959 und im 55-m-Hürdenlauf 1960, Zwölfter der ewigen Deutschen Bestenliste im 110-m-Hürdenlauf mit 13,9 s
  - Günter Glasauer (geb. 1948 in Wetzlar / D), Hessischer Juniorenrekordhalter 1968 im Speerwurf (73,46 m), Deutscher Juniorenmeister im Speerwurf 1969 (70,16 m), späterer Olympiateilnehmer im Speerwurf 1972 in München, Wurfbestleistungen: Speer 80,88 m, Diskus 52,75 m, Hammer 54,66 m, Kugel 14,92 m[6]

## Bücher von Sepp Christmann
- - Sepp Christmann: Kugel, Diskus, Hammer. Leichtathletik-Schriftenreihe des Deutschen Reichsbundes für Leibesübungen, Heft 8. Wilhelm Limpert Verlag, Berlin 1937.
  - Sepp Christmann / Erwin Huber: Lauf – Sprung – Wurf, Weidmannsche Verlagsbuchhandlung Berlin 1941.
  - Sepp Christmann: Kugelstoß – Diskuswurf. Leichtathletik-Schriftenreihe des Nationalsozialistischen Reichbundes für Leibesübungen, Heft 8. Wilhelm Limpert Verlag, Berlin 1943.
  - Sepp Christmann: Hammerwurf. Leichtathletik-Schriftenreihe des Nationalsozialistischen Reichsbundes für Leibesübungen, Heft 12. Wilhelm Limpert Verlag Berlin 1943.
  - Sepp Christmann: Kugel und Diskus. Turn- und Sportverlag Pro Leichtathletik, Murten/Schweiz 1951.
  - Sepp Christmann: Speer und Hammer. Turn- und Sportverlag Pro Leichtathletik, Murten/Schweiz 1951.